# Citybanan

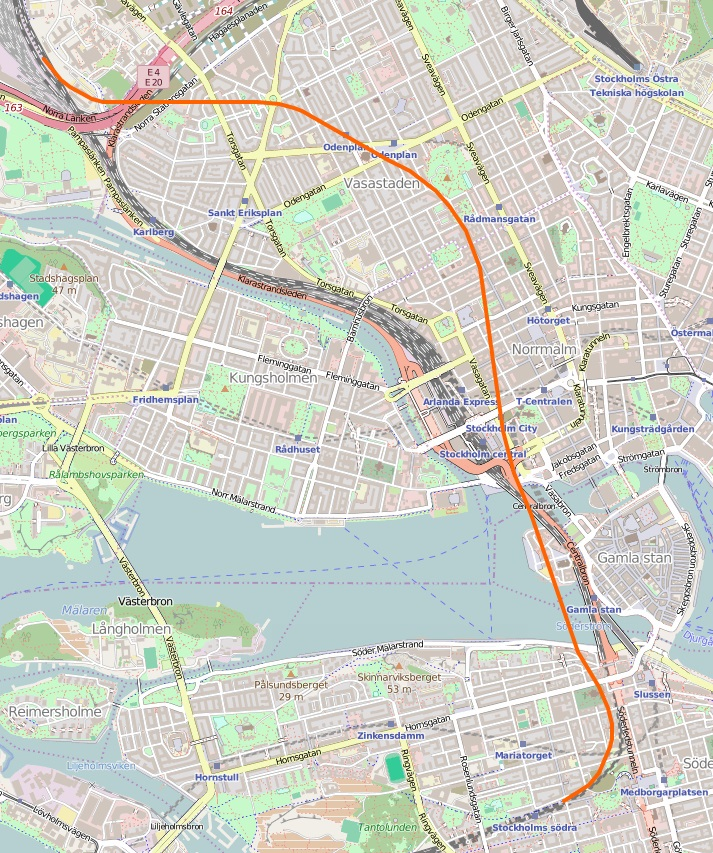
Citybanans Tunnel durch Stockholm

Citybanan ist eine rund sechs Kilometer lange, zweigleisige Bahnstrecke, die den Pendeltåg durch die Stockholmer Innenstadt führt. Die Strecke liegt in einem bis zu 45 Meter tiefen Eisenbahntunnel. Die Einweihungsfeier fand am 9. Juli 2017 statt, der reguläre Betrieb wurde am 10. Juli 2017 aufgenommen. Die Kosten betrugen 17 Milliarden schwedische Kronen. Die Strecke wird ausschließlich von Pendeltåg-Zügen befahren.

## Geschichte

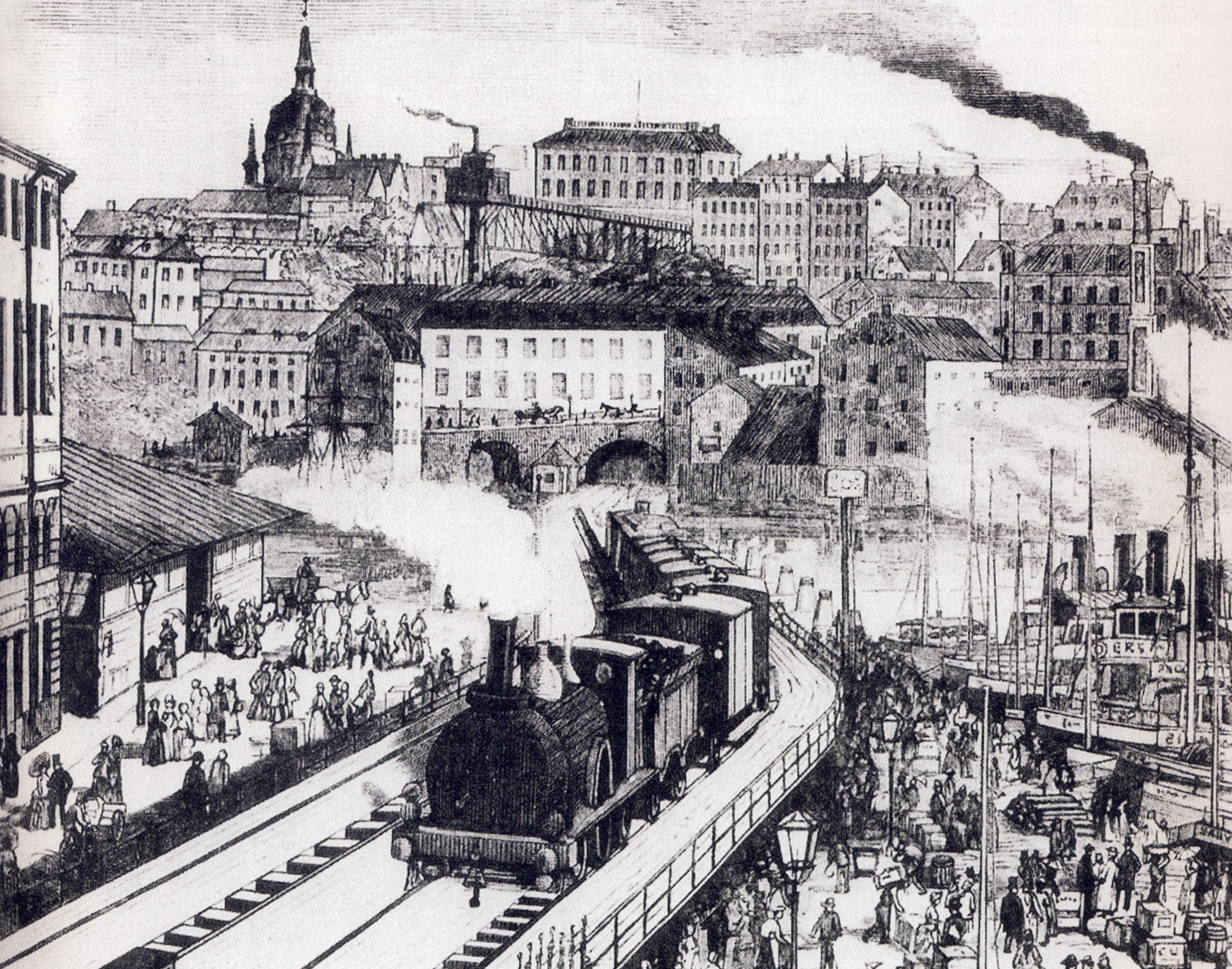
Die „Verbindungsbahn“ 1886

Vor 1870 existierten zwei Kopfbahnhöfe in Stockholm, Stockholm Norra stambanan im Norden der Stadt und einer im Süden. Eine zweigleisige Verbindungsbahn (schwedisch Sammanbindningsbanan) zwischen diesen Endstationen wurde zusammen mit dem Bahnhof Stockholm C 1871 eingeweiht. Als die Strecke gebaut wurde, verkehrten am Tag zehn Züge. Aufgrund der stark gestiegenen Zugzahlen bestanden schon länger Überlegungen, die Strecke auszubauen. Die enge Passage zwischen Riddarholmen und Gamla stan bereitet technische Schwierigkeiten, um noch weitere Gleise anzuordnen, da hier der Straßenverkehr der Zentralbrücke vorbeigeführt wird und kulturhistorisch wertvolle Gebäude in direkter Nähe liegen.
Bereits 1988 wurden der Bau eines dritten Gleises und eine Tunnelvariante geprüft. Die Regierung entschied sich 1992 für das dritte Gleis. Nach starken Bürgerprotesten und Gerichtsurteilen gegen den Ausbau wegen des Denkmalschutzes auf Riddarholmen wurde der Plan fallen gelassen. 1997 wurde der Bau einer zweiten Årstabrücke und der viergleisige Ausbau bis zum Bahnhof Stockholms södra beschlossen, dieser wurde 2005 abgeschlossen. Im Jahr 2000 bekam die staatliche Eisenbahnverwaltung Banverket erneut den Auftrag, mögliche Alternativen zu prüfen. 2005 fiel die Entscheidung für die hier beschriebene Tunnelvariante. Aufgrund eines Regierungswechsels wurde die Planung 2006 gestoppt, um mögliche Alternativen abschließend zu klären. Am 31. Mai 2007 wurde die Durchführung des Bauvorhabens endgültig beschlossen. Der feierliche Spatenstich des Projekts erfolgte am 24. Januar 2009.

## Bisherige Situation

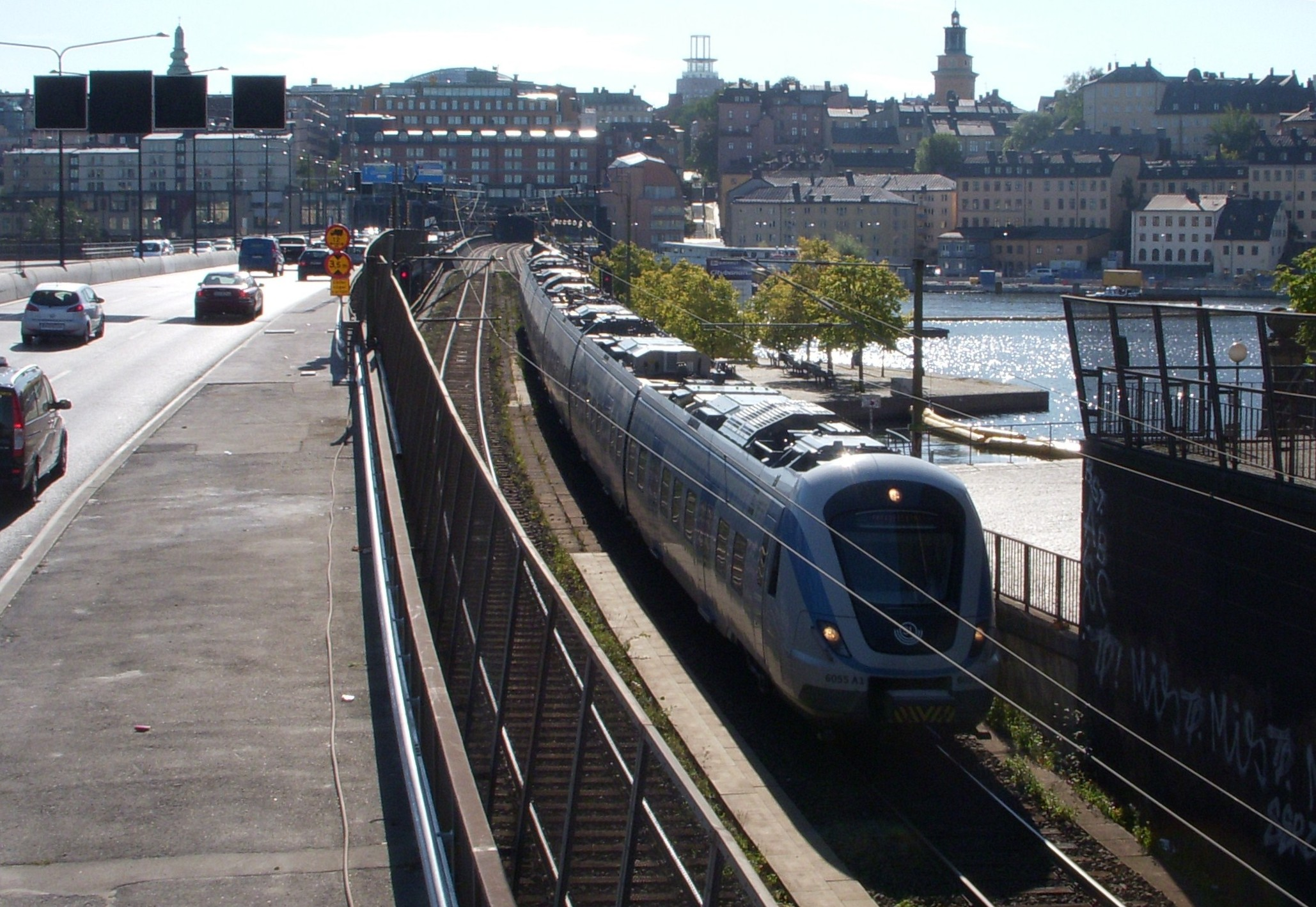
Ein "Pendeltåg" auf der so genannten Wespentaille 2009

Die südliche Einfahrt nach Stockholm C besteht seit 1871 aus einer zweigleisigen Strecke über Riddarholmen. Diese Gleise wurden von Pendeltåg, Regional-, Fern- und Güterzügen benutzt. Etwa 60 Prozent der 550 täglich fahrenden Züge entfielen auf den Pendeltåg. Die maximale Kapazität der Strecke von 24 Zügen je Richtung und pro Stunde wurde sehr oft erreicht. Ein weiterer Ausbau des öffentlichen Nah- und Regionalverkehrs war deshalb nicht möglich, die Strecke bildete einen Engpass im Eisenbahnnetz.
Außerdem zieht ein Problem auf diesem Streckenabschnitt Verspätungen im gesamten Großraum Stockholm nach sich. Fernzüge aus Südschweden, die in Stockholm C enden, müssen den Bahnhof nach Norden verlassen und dort das Gleis wechseln, bevor sie zurück in den Bahnhof und weiter nach Südschweden fahren können. Bei der direkten Ausfahrt nach Süden würden die Züge kurzzeitig beide Gleise blockieren, dies ist aus Kapazitätsgründen nicht möglich.

## Der Tunnel

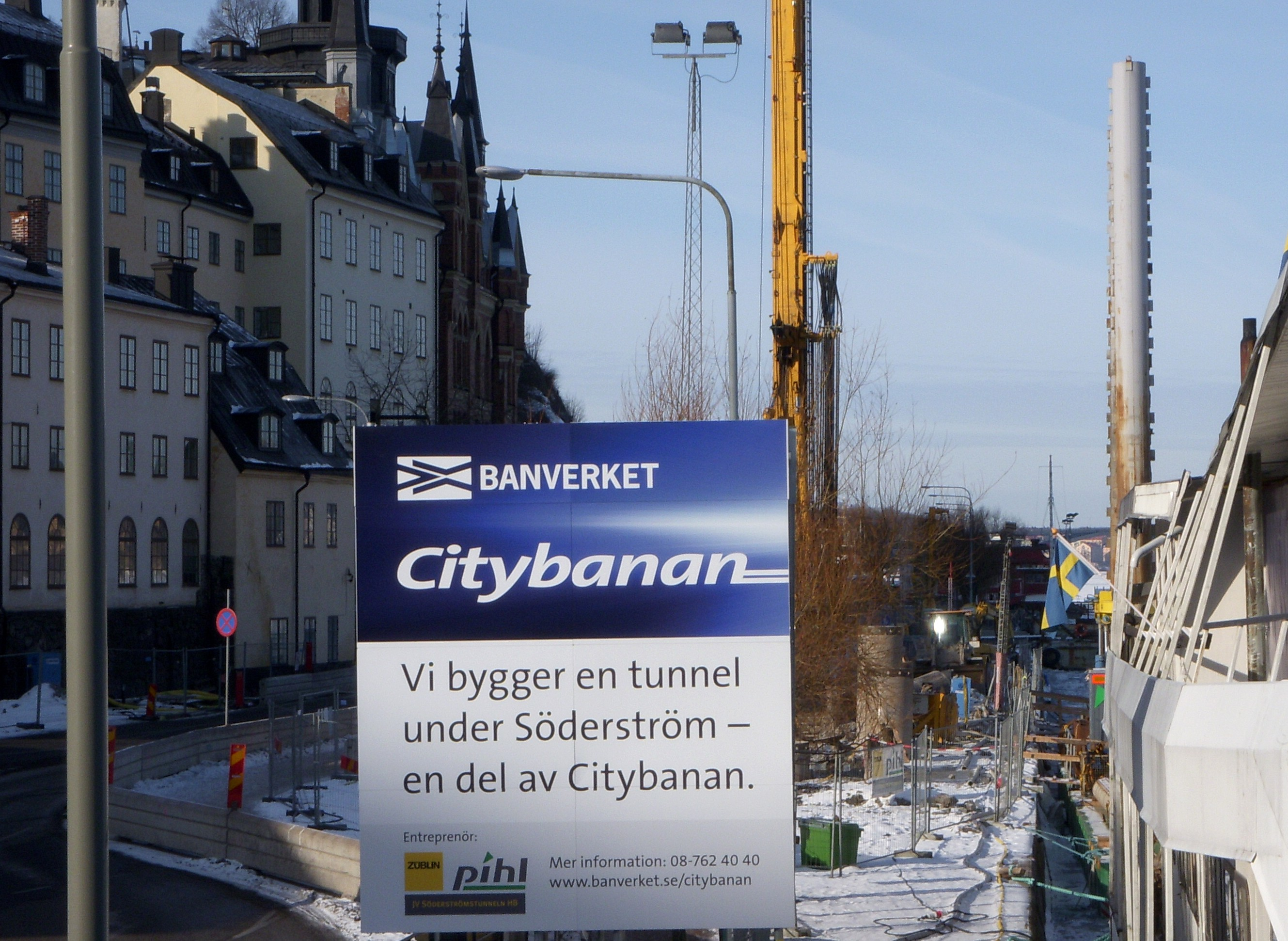
Citybanan im März 2009

Die Neubaustrecke verläuft auf einer Länge von sechs Kilometern in einer Tunnelröhre mit zwei Gleisen. Der Tunnel beginnt bei Tomteboda an der nördlichen Stadtgrenze Stockholms neben dem Karolinska-Institut. Hier zweigt die Strecke von der nördlichen Einfahrt nach Stockholm C ab. Der Tunnel unterquert dann Vasastaden, Norrmalm, Riddarholmen, den Söderström und Södermalm. Er endet am bestehenden unterirdischen Bahnhof Stockholms södra.
Der Tunnel wurde im Sprengvortrieb ausgeschachtet, hierfür wurden sechs Arbeitstunnel errichtet. Neben dem Tunnel wurde ein durchgehender Flucht- und Servicetunnel angelegt. Insgesamt mussten 4,5 Millionen Tonnen Gestein bewegt werden. Am tiefsten Punkt bei der Station Centralen liegt der Tunnel 40 Meter unter der Erdoberfläche. Der Söderström wird in einem Senkkasten-Betontunnel auf dessen Boden durchquert, der aus vorgefertigten Teilen unter der Wasseroberfläche zusammengesetzt wurde. Eine Unterquerung war aufgrund der Tiefe nicht möglich.
Im Notfall kann in den parallelen Service- und Rettungstunnel geflüchtet werden. Alle 300 Meter sind die beiden Tunnel über Querschläge verbunden.
Die Gleise sind als Schotteroberbau mit Betonschwellen oder als feste Fahrbahn ausgeführt. Die elektrische Energieversorgung erfolgt über eine Deckenstromschiene.
Die Strecke ist konventionell mit Lichtsignalen ausgerüstet, die Zugbeeinflussung erfolgt mit ATC. Eine Ausrüstung mit ETCS Level 1 ist vorbereitet.

## Bahnhöfe

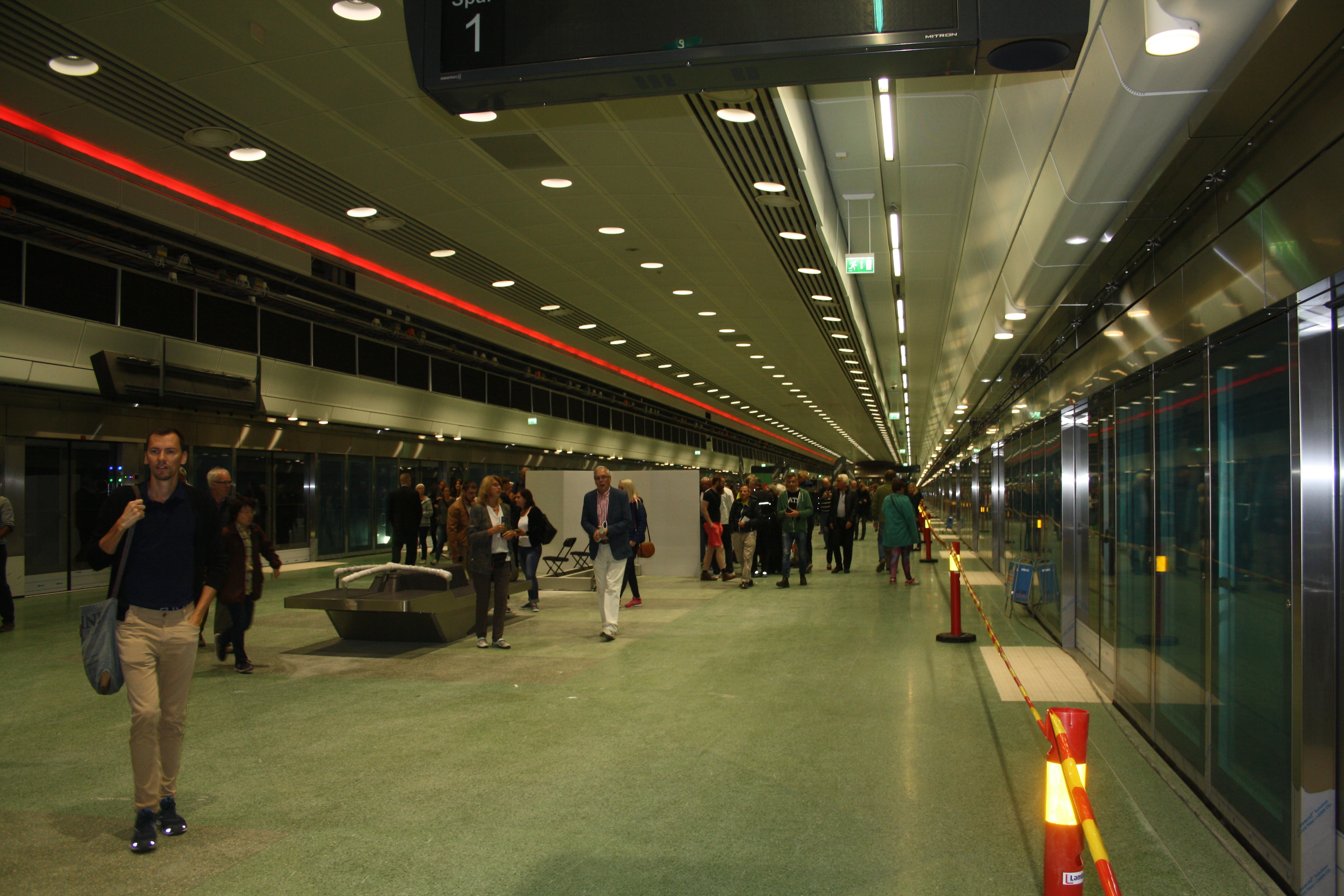
Bahnsteig der Station Odenplan im September 2016

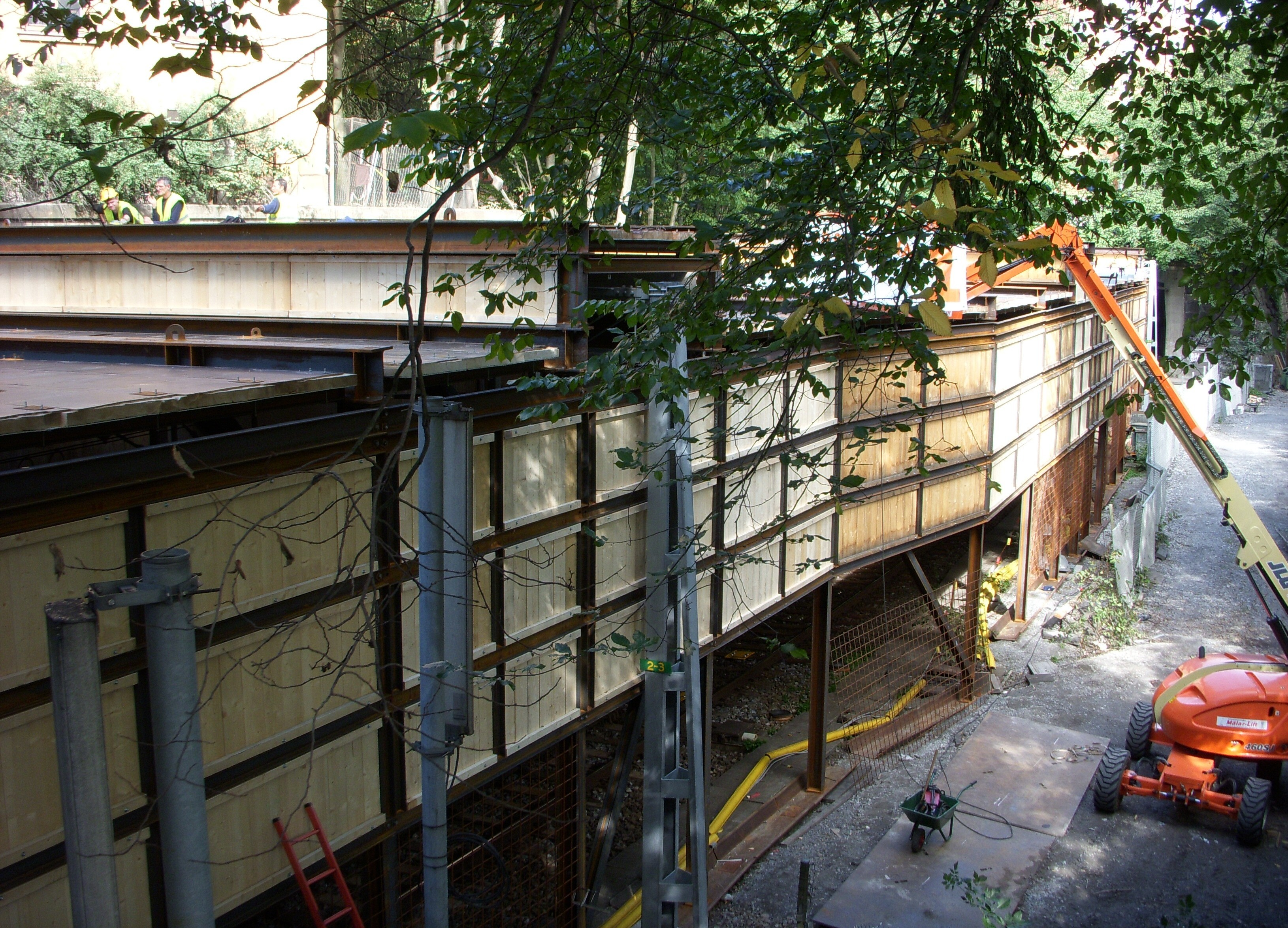
Södra station im September 2009

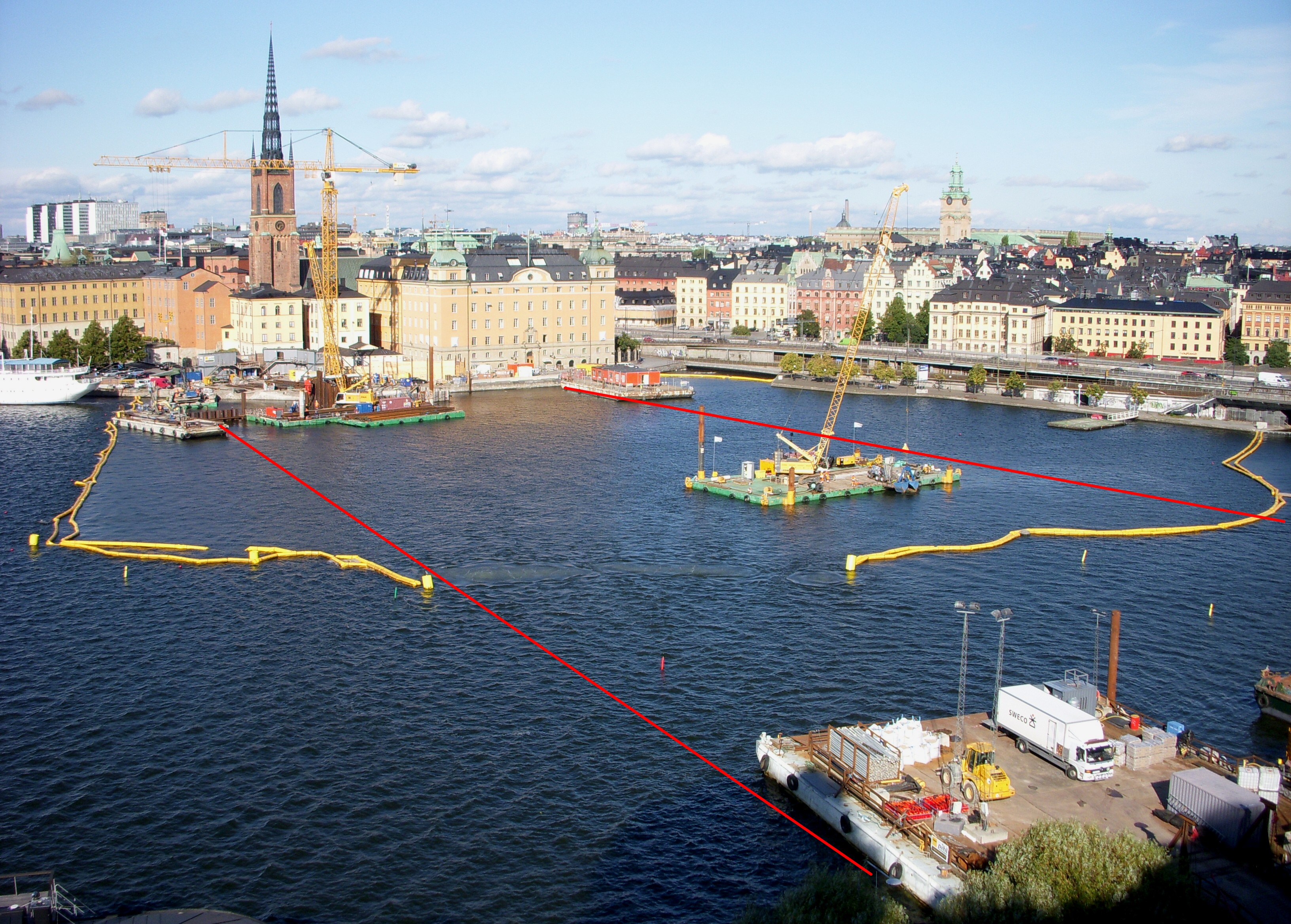
Söderström im September 2009, Arbeitsbereich für den Söderströmtunnel (rote Linien)

### Stockholm Odenplan
Der Bahnhof liegt in 30 Metern Tiefe unter dem Stadtteil Vasastaden. In der ersten Ausbaustufe wurde ein Mittelbahnsteig mit zwei Gleisen gebaut. Eine Erweiterung durch einen zweiten Bahnsteig auf vier Gleise ist zu einem späteren Zeitpunkt möglich. Es besteht eine Umsteigemöglichkeit zur Tunnelbana (Gröna linjen) und zu Stadtbussen. Außerdem sollen einige Geschäfte in den Bahnhof integriert werden. Gemessen an den Fahrgastzahlen soll der Bahnhof der zweitfrequentierteste Schwedens werden. Er ersetzt die bisherige Station Karlberg an der oberirdischen Strecke. Hier und in der Station City wurden weitgehend verglaste Bahnsteigtüren eingebaut, die den Gleisbereich von den Bahnsteigen trennen. Sie öffnen sich erst nach dem Stillstand der Züge. Triebfahrzeugführer müssen dafür auf +/- 75 cm genau halten.

### Stockholm City
Die Station Stockholm City liegt am tiefsten Punkt des Tunnels 40 Meter unter der Erde, neben dem Hauptbahnhof und unterhalb des Bahnhofs der Tunnelbana (Blå linjen). Hier bestehen Umsteigemöglichkeiten zur Fernbahn und zu allen Linien der Tunnelbana. Die Station hat zwei Mittelbahnsteige mit je 250 Metern Länge und vier Gleise, der Haupteingang liegt an der Klarabergsgatan/Vasagatan.

### Stockholms Södra
Der Tunnel endet am bestehenden Bahnhof Södra. Dieser liegt unterirdisch auf Södermalm und besteht aus zwei Inselbahnsteigen mit vier Gleisen. Der bisherige Richtungsbetrieb wird aufgegeben. Der nördliche Bahnsteig und daran anschließend die neue, westliche Årstabrücke werden dem Pendeltåg-System zugeordnet. Der südliche Bahnsteig und die alte Årstabrücke werden für den übrigen Verkehr genutzt. Für die hierfür notwendige Entflechtung der Züge wurde ein Kreuzungsbauwerk zwischen Älvsjö und Årsta errichtet. Ein Umbau des Bahnhofs zur erneuten Nutzung des anderen Bahnsteigs für die Pendeltåg-Züge ist zu einem späteren Zeitpunkt möglich.

## Bilder vom Bau

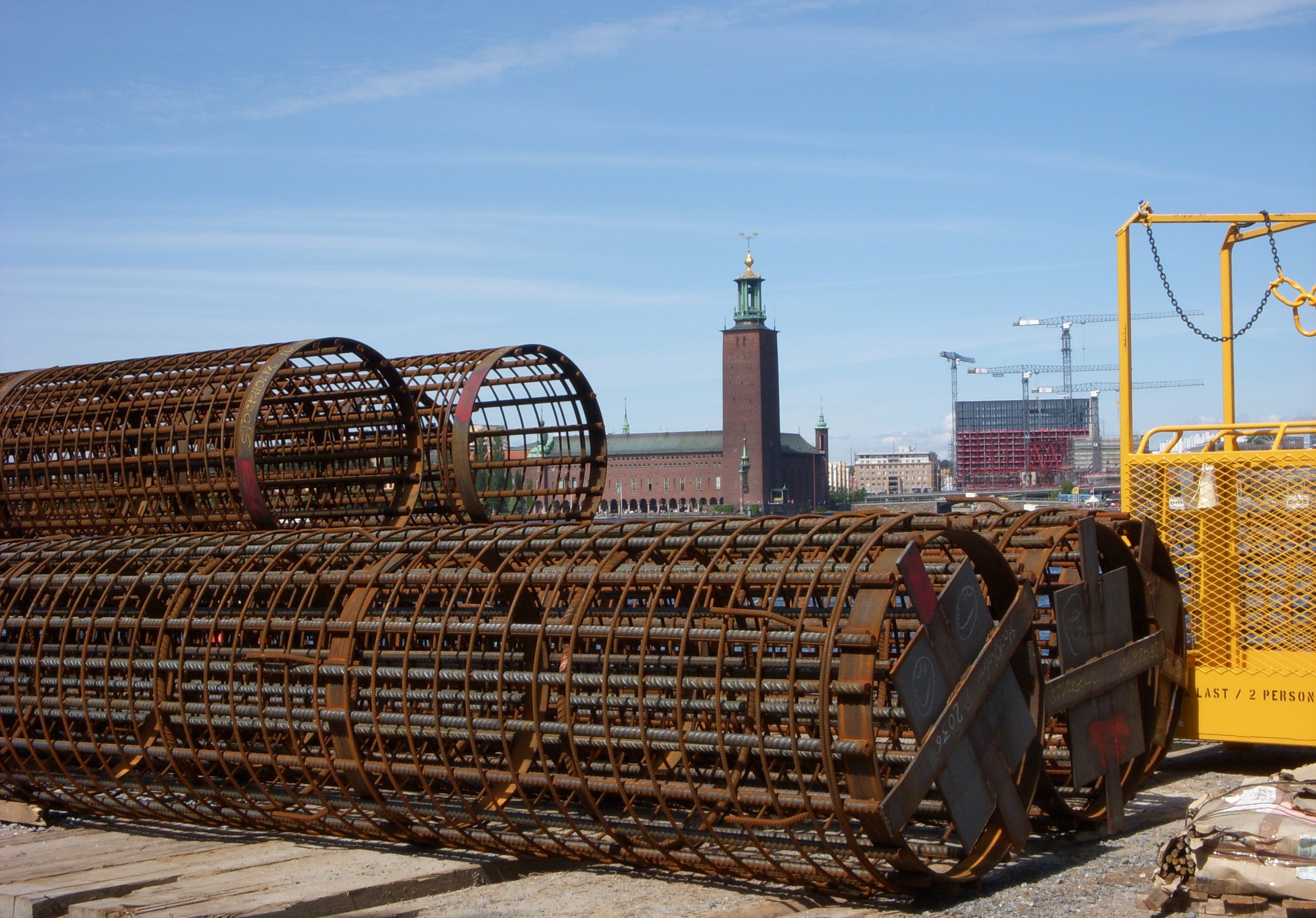
Söderström, Aug. 2009
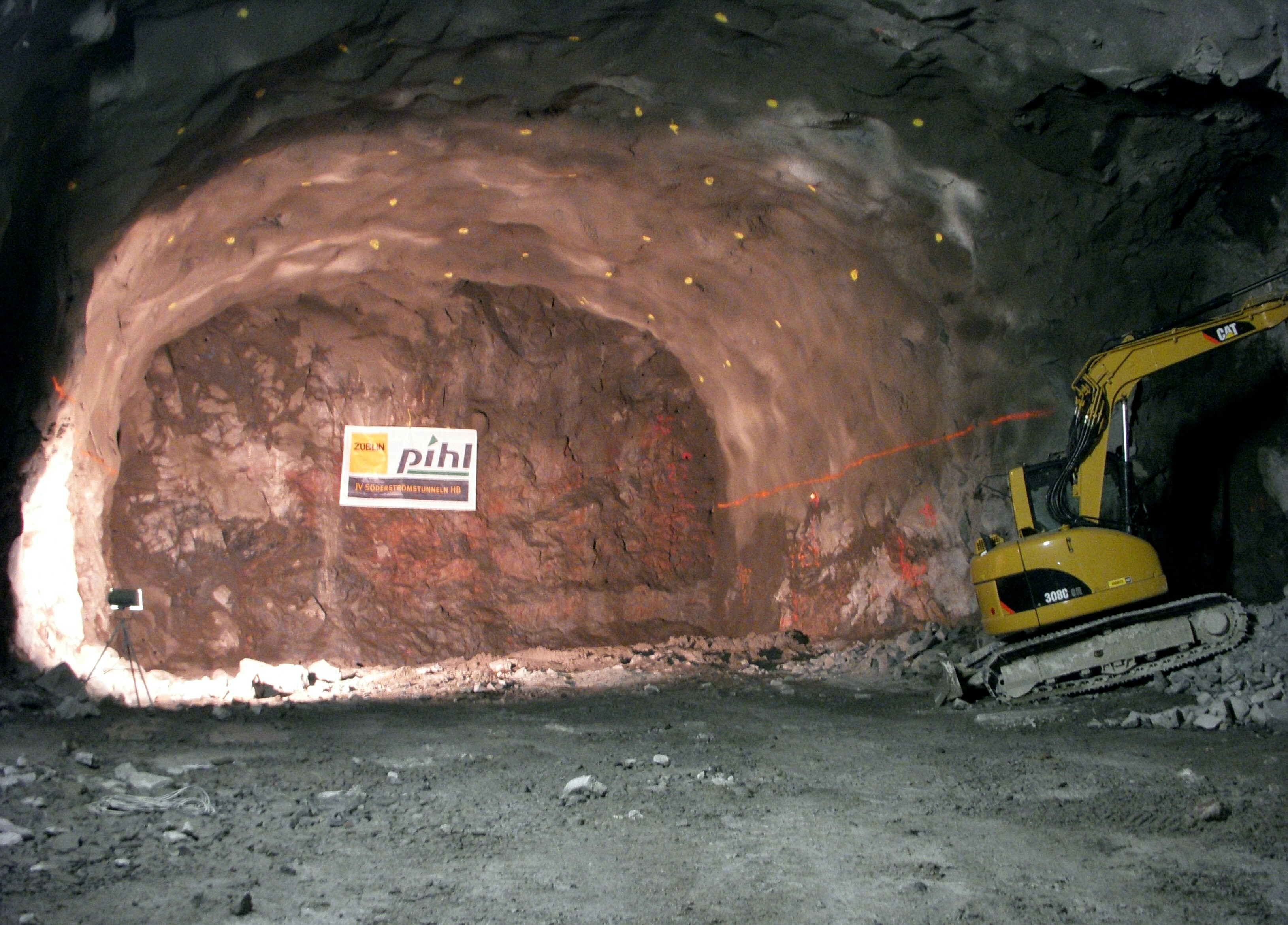
Tunnelfront, Sept. 2009
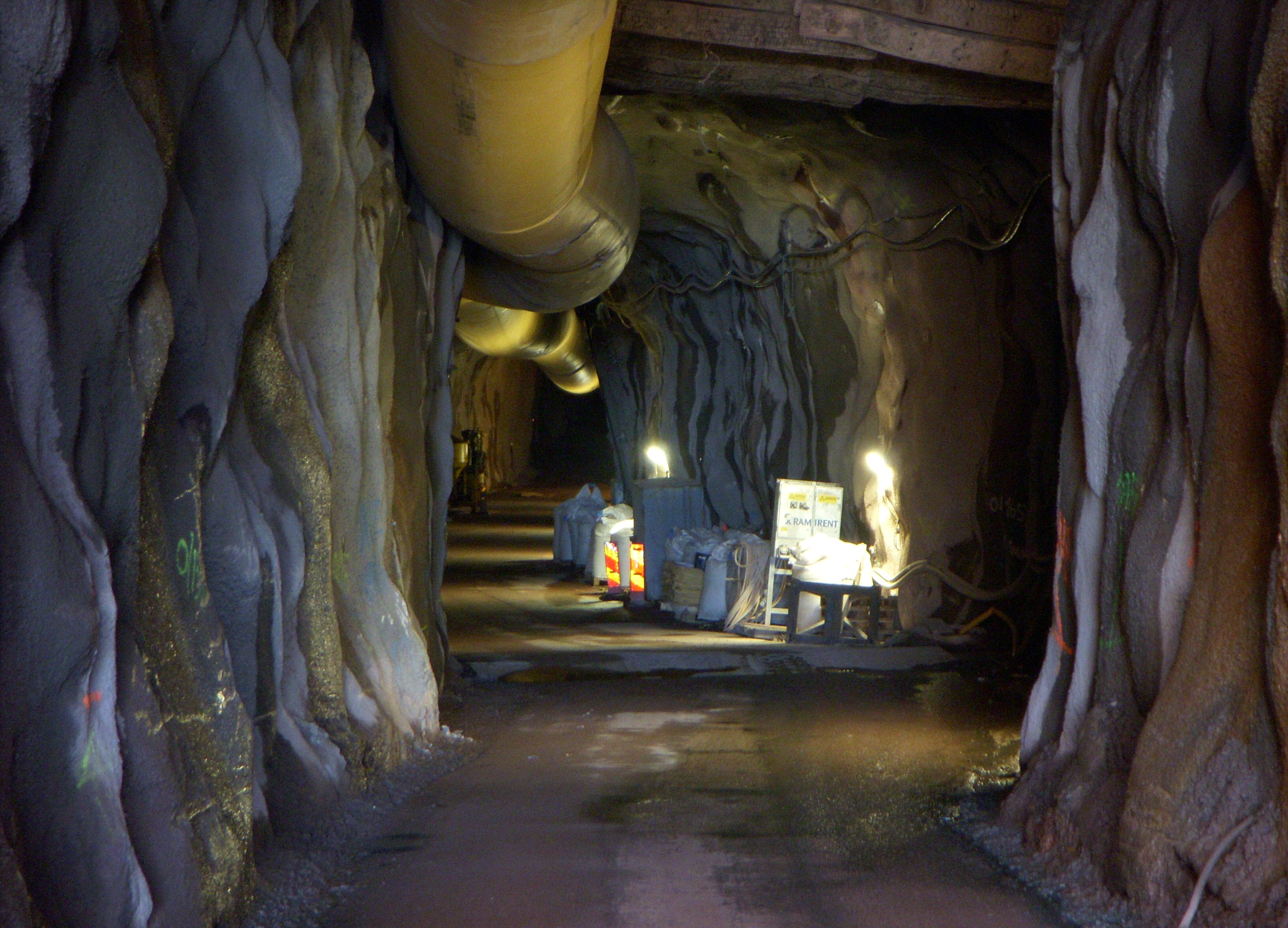
Arbeitstunnel, Sept. 2009
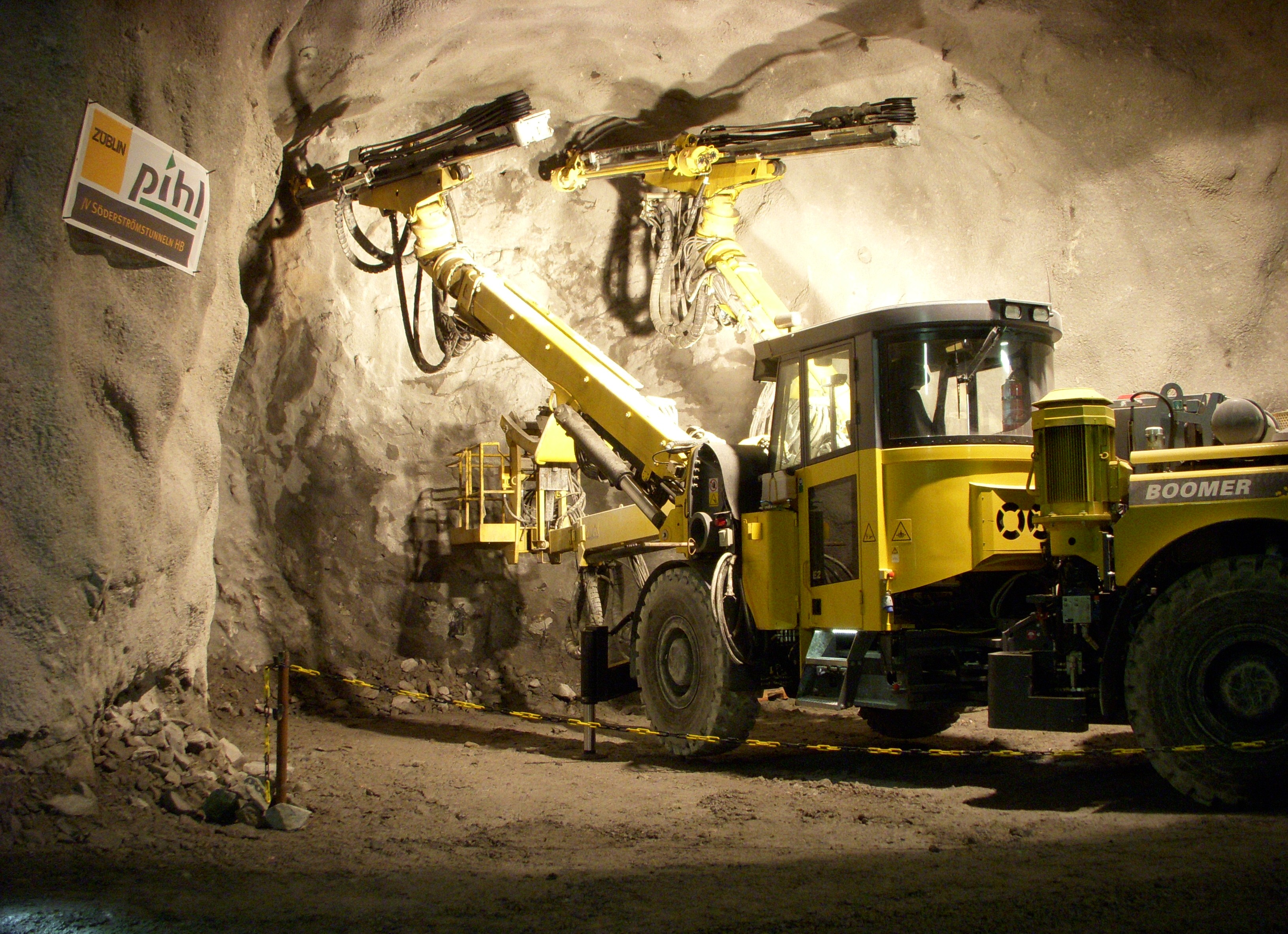
Tunnelvortrieb, Sept. 2009